# Francesco Capra
Francesco Capra (Nuoro, 7 settembre 1981) è un sollevatore italiano.
Pratica il sollevamento pesi dal 1996 e ha debuttato in una gara ufficiale nel febbraio del 1997 a Pirri. Ha militato in due sole società sportive:
- Olimpic Club Nuoro dal 1996 al 2006, allenato da Andrea Conchedda e Nardino Masu.
- Fiamme Oro Roma dal 2006, allenato da Sergio e Angelo Mannironi.

## Carriera
Cresciuto agonisticamente a Nuoro sotto la guida di Andrea Conchedda, è costretto nel 2002 ad abbandonare l'attività agonistica per motivi di lavoro.
Dopo quasi tre anni di inattività riprende ad allenarsi fino a conquistare una medaglia d'argento nei campionati italiani seniores 2005 attirando l'attenzione dei tecnici del gruppo sportivo delle Fiamme Oro, società nella quale militerà a partire dall'anno successivo.
Dal 2006 ha la possibilità di allenarsi con costanza e arrivano grandi risultati tra cui la medaglia d'oro nei campionati italiani seniores 2006 e l'importante vittoria agli assoluti 2006 di Grugliasco. Gli Assoluti 2007 sono la sua ultima gara nella sua "storica" categoria degli 85 kg; dalla stagione successiva passerà infatti in quella dei 94 kg dove conquisterà subito il titolo italiano. Ha chiuso il 2007 e il 2008 al 12º posto nella ranking list italiana annuale.
Nel 2009 conferma a Verona il titolo seniores nella cat. 94 kg conquistato l'anno prima, ma la vera impresa è quella dei campionati italiani assoluti di Catania.
Andando contro ogni pronostico riesce a portarsi a casa il terzo titolo assoluto dopo una gara combattuta sino all'ultima alzata e riuscendo a primeggiare per soltanto un kg rispetto al più vicino degli avversari in una gara dove i primi 4 sono stati distanziati di appena 4 kg.
Il 2010 è un anno sfortunato condizionato da un infortunio che ne ha pregiudicato la preparazione nella prima parte della stagione.
A Roma ai campionati italiani assoluti mette solo la presenza con 230 kg di totale e rimandando i propositi di riconfermare il titolo agli assoluti di Cervignano. Qui arriva in piena forma, e dopo una medaglia d'argento conquistata nello strappo, esce fuori gara nello slancio regalando il titolo all'altro nuorese Belloi.
La rivincita non si fa attendere, e nella prima gara della stagione 2011 a Serravalle, Capra riporta a casa il titolo di campione italiano al termine di un duello all'ultima alzata conclusosi con un vantaggio di appena 1 kg.
Nel mese di dicembre, a Nuoro, porta a casa il suo quarto titolo di campione italiano assoluto sbaragliano la concorrenza davanti al pubblico di casa e migliorando i suoi personali nello slancio (180 kg) e nel totale (321 kg).

## Risultati gare nazionali
| Anno | Manifestazione Italia        | Sede          | Categoria | Piazzamento | Risultato       |
| ---- | ---------------------------- | ------------- | --------- | ----------- | --------------- |
| 2000 | Campionati Italiani Juniores | Bari          | 85 kg     | 5º          | 105+130=240     |
| 2001 | Campionati Italiani Juniores | Nuoro         | 77 kg     | 3º          | 105+142,5=247,5 |
| 2001 | Campionati Italiani Assoluti | Palermo       | 77 kg     | 10º         | 110+135=245     |
| 2005 | Campionati Italiani Seniores | Caltanissetta | 85 kg     | 2º          | 115+160=275     |
| 2006 | Campionati Italiani Seniores | Caltanissetta | 85 kg     | 1º          | 120+162=282     |
| 2006 | Campionati Italiani Assoluti | Grugliasco    | 85 kg     | 1º          | 125+160=285     |
| 2007 | Campionati Italiani Seniores | Ostia         | 85 kg     | FG          | .+.=FG          |
| 2007 | Campionati Italiani Assoluti | Cervignano    | 85 kg     | 1º          | 130+160=290     |
| 2008 | Campionati Italiani Seniores | Napoli        | 94 kg     | 1º          | 136+172=308     |
| 2008 | Campionati Italiani Assoluti | Molfetta      | 94 kg     | FG          | .+.=FG          |
| 2009 | Campionati Italiani Seniores | Verona        | 94 kg     | 1º          | 135+170=305     |
| 2009 | Campionati Italiani Assoluti | Catania       | 94 kg     | 1º          | 138+171=309     |
| 2010 | Campionati Italiani Senior   | Roma          | 94 kg     | 8°          | 100+130=230     |
| 2010 | Campionati Italiani Assoluti | Cervignano    | 94 kg     | FG          | 136+..=FG       |
| 2011 | Campionati Italiani Seniores | Serravalle    | 94 kg     | 1º          | 136+175=311     |
| 2011 | Campionati Italiani Assoluto | Nuoro         | 105 kg    | 1º          | 141+180=321     |

| Oro     |  |
| Argento |  |
| Bronzo  |  |
| ------- |  |

## Posizione ranking list annuale
| Anno | Cat. | Totale | Sinclair | Posizione |
| ---- | ---- | ------ | -------- | --------- |
| 2007 | 85   | 290    | 345,85   | 12°       |
| 2008 | 94   | 308    | 356,75   | 12°       |
| 2009 | 94   | 309    | 354,27   |           |
| 2010 | 94   |        |          |           |
| 2011 | 105  | 321    | 360,36   |           |

## Rappresentativa Sardegna
| Anno | Manifestazione               | Sede           | Categoria | Piazzamento | Risultato   |
| ---- | ---------------------------- | -------------- | --------- | ----------- | ----------- |
| 2006 | Trofeo Internazionale Gerona | Gerona- Spagna | 85 kg     | 3º          | 128+160=288 |

## Primati personali
| Categoria | Risultato      | Luogo         |
| --------- | -------------- | ------------- |
| 94        | Strappo 142 kg | Camaiore 2008 |
| 105       | Slancio 180 kg | Nuoro 2011    |
| 105       | Totale 321 kg  | Nuoro 2011    |